# Хаббард, Квентин
Джеффри Квентин МакКаллей Хаббард (6 января 1954 — 12 ноября 1976) — сын создателя саентологии Рона Хаббарда и его третьей жены Мэри Сью Хаббард. Умер в возрасте 22 лет, покончив жизнь самоубийством.
После того, как старший сын Хаббарда Рон-младший покинул саентологию в 1959 году, Рон Хаббард решил сделать Квентина своим преемником. После создания «Морской организации» Квентин вышел в море вместе с Роном, жил на флагмане «Аполло» (называемого также «Флаг») и тренировался на одитора высшего уровня. Он не разделял планов отца на его будущее и говорил, что хотел бы стать летчиком, а в 1974 говорил о желании стать танцором. Вскоре после этого Квентин совершил неудачную попытку самоубийства и был отправлен в саентологический «отряд проекта реабилитации» (ОПР). Даже в такие сложные моменты своей жизни, как попадание в ОПР, он не терял чувства юмора. Но при этом иногда впадал в депрессию и думал о самоубийстве.
В отличие от своего жёсткого и целеустремлённого отца, Квентин в общении был простым и мягким человеком и вряд ли смог бы руководить организацией, которую создал его отец..
Бывшие саентологи утверждают, что Квентин был гомосексуалом и испытывал из-за этого проблемы. Саентологическая доктрина классифицирует гомосексуальность как «сексуальное извращение» и «физическую болезнь» . Другой источник утверждает, что Квентин говорил так некоторым неравнодушным к нему девушкам просто, чтобы отделаться и чтобы у них не было неприятностей с его отцом, который контролировал эту сферу жизни сына
В 1975 году «Морская организация» переместилась на берег Клируотера, Флорида. Квентин был назначен работать там, но часто отсутствовал. 28 октября 1976 года полиция обнаружила его в своей машине в бессознательном состоянии без удостоверяющих личность документов. Рон Хаббард пришёл от этого в ярость, он кричал «Этот чёртов идиот! Посмотрите, что он сделал для меня!» Квентин умер через две недели, не приходя в сознание. Несмотря на то, что в окно автомобиля вел шланг от выхлопной трубы, тест на окись углерода дал отрицательный результат. Миссис Хаббард сказала саентологам, что Квентин умер от энцефалита. Близкие к Рональду Хаббарду люди утверждают, что после смерти Квентина тот сильно сдал, стал нервным и параноидальным.